# 仙台市立太白小学校
仙台市立太白小学校（せんだいしりつ たいはくしょうがっこう）は、宮城県仙台市太白区にある公立小学校である。

## 概要
太白小学校は太白山麓丘陵地帯を開発してできた太白団地、山田自由ヶ丘団地、ひより台団地の一部と、佐保山地区からなっている。
近年は地区の少子高齢化によって児童数が年々減少している。

## 沿革
- 1978年（昭和53年）
  - 4月1日 - 仙台市立上野山小学校から分離開校[1]。
  - 日付不明 - 最初の始業式と第1回入学式挙行。開校時点の児童数は639名[2]。
- 1981年（昭和56年） - ブラスバンド結成（現:吹奏楽部）[2]。
- 1982年（昭和57年）4月1日 - 仙台市立人来田小学校が分離開校[3]。
- 1988年（昭和63年） - 開校10周年記念式典挙行[2]。
- 1993年（平成5年） - 特殊学級（現:特別支援学級）「あおぞら」新設[2]。
- 1995年（平成7年） - 運動会・学区民体育祭共催開始[2]。
- 1998年（平成10年） - 開校20周年記念式典挙行[2]。
- 1999年（平成11年） - マイスクール太白開設[2]。
- 2001年（平成13年） - 肢体不自由児・情緒障害児学級開設（現:特別支援学級）[2]。
- 2003年（平成15年） - アフタースクール活動開始[2]。
- 2008年（平成20年） - 開校30周年記念式典挙行[2]。
- 2010年（平成22年） - 弱視学級開設（現:特別支援学級）[2]。
- 2012年（平成24年） - 「親子料理教室」開催[2]。
- 2018年（平成30年） - 開校40周年記念式典挙行[2]。
- 2020年（令和2年） - 新型コロナウィルス感染防止のため、全国一斉臨時休業（休校）実施[2]。

## 学区
出典
- 佐保山
- 太白1丁目
- 太白2丁目
- 太白3丁目
- ひより台（17番、18番、32～45番）
- 山田自由ケ丘
- 鈎取（字谷地田の一部）
- 茂庭（字生出森東の一部、字佐保山北の一部、字佐保山西、字佐保山東）
- 山田（字山田山）

## 卒業後
出典
- 仙台市立山田中学校 - 上記「学区」から、下述の人来田中学校の通学区域を除く地域から通う児童の進学先。
- 仙台市立人来田中学校 - 山田自由ケ丘・山田（字山田山）から通う児童の進学先。

## 周辺
- 西友太白店 - 仙台市道をはさんで、敷地が隣接。
- 太白県営住宅
  - 上記「太白県営住宅」以外にも、太白第三市営住宅や民営のマンションなどの住宅も点在する。
- 仙台太白郵便局
- 仙台市太白保育所 - 進学前保育所のひとつ。
- 仙台市立太白公園
  - 太白公園野球場
- 上記「太白公園」以外の小中規模の公園も点在する。

## アクセス
- 宮城交通バス「山田自由ヶ丘線」・「太白八木山線」で、「太白二丁目」停留所より、
  - 山田自由ヶ丘車庫・南ニュータウン東方面行のりばから、徒歩150m・約数分。
  - 八木山動物公園駅・八木山ベニーランド前・長町駅・市立病院・仙台駅・県庁市役所方面行のりばから、徒歩約85m・約1分。